# Paris La Défense Arena
Az Paris La Défense Arena (2018. június 12-ig az U Arena) egy moduláris és többcélú helyszín Nanterre-ben, az Arc de la Défense közelében, Párizstól északra, amelyet 2017. október 16-án avattak fel a Rolling Stones koncertjével, és amelyet azóta is szolgál. 2017 decemberében a francia Top 14 Racing 92 rögbicsapat főhadiszállásaként és rezidenciájaként.
A maximum 40 000 néző befogadására alkalmas U Aréna Európa egyik legnagyobb többcélú helyszíne.
A 2024-es párizsi olimpián ad otthont az úszásnak és a vízilabdának.